# Berit Christoffersen
Berit Christoffersen, danska veslačica, * 3. maj 1973, Virum.
Z Lene Andersson je nastopila na Poletnih olimpijskih igrah 1996 v Atlanti, kjer sta v lahkem dvojnem dvojcu osvojili peto mesto.